# Angarogyrus
Angarogyrus is een geslacht van kevers uit de familie schrijvertjes (Gyrinidae).
Het geslacht is voor het eerst wetenschappelijk beschreven in 1977 door Ponomarenko.

## Soorten
Het geslacht omvat de volgende soorten:
- Angarogyrus minimus Ponomarenko, 1977
- Angarogyrus mongolicus Ponomarenko, 1986